# Kaunitz (Verl)

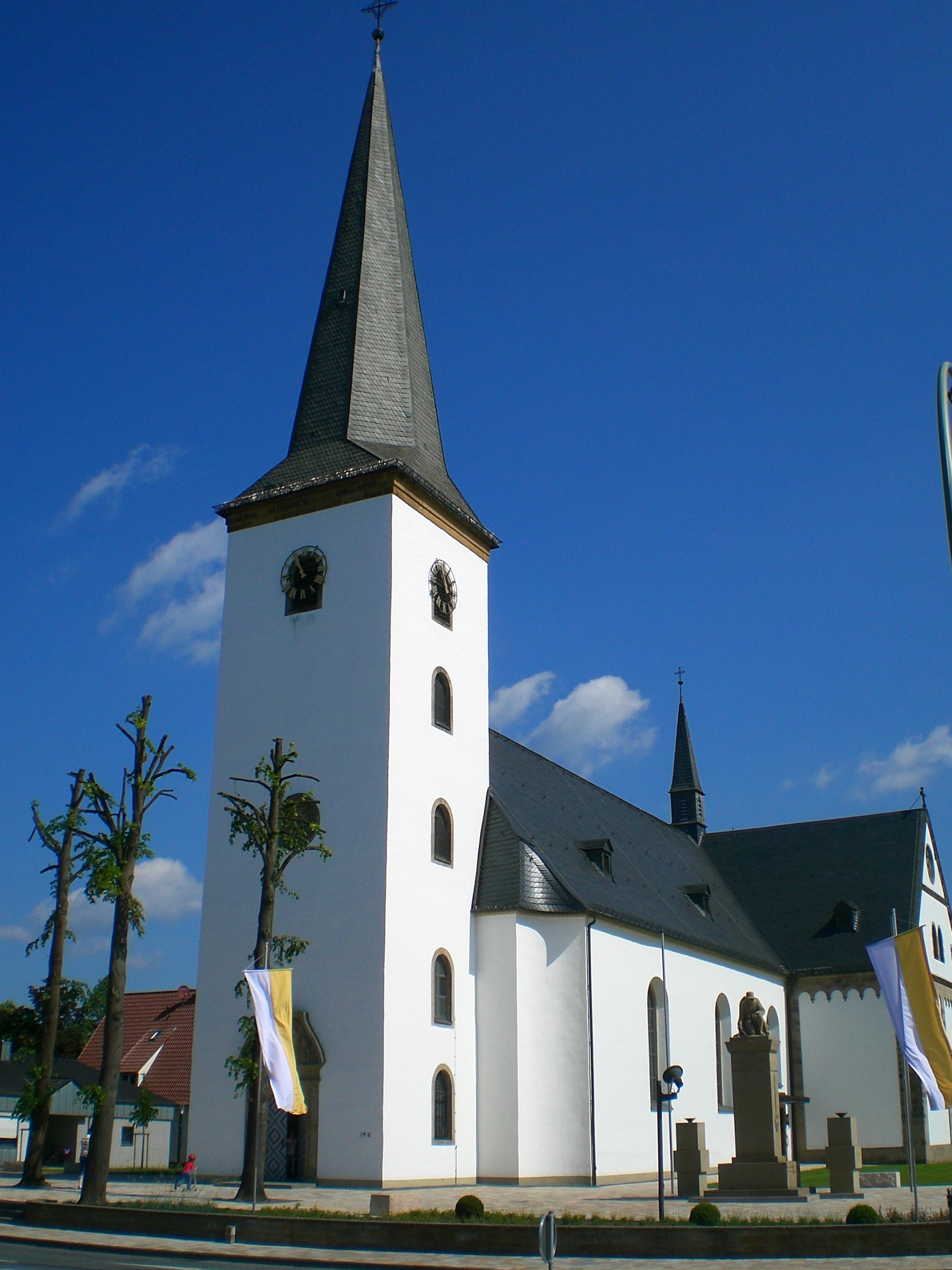
Blick auf St. Maria Immaculata in Kaunitz

Kaunitz ist ein Ortsteil der ostwestfälischen Stadt Verl im Kreis Gütersloh im deutschen Bundesland Nordrhein-Westfalen. Der Ort ist um das Jahr 1746 entstanden und zählt bei einer steigenden Einwohnerzahl 3899 Einwohner. Die Ortschaft Österwiehe ist Teil von Kaunitz.

## Geographie
Kaunitz liegt südöstlich vom Verler Ortskern und grenzt im Osten direkt an die Gemeinde Hövelhof im Kreis Paderborn. Im Norden grenzt die Ortschaft an Schloß Holte-Stukenbrock. Wie auch die übrigen Verler Ortsteile ist Kaunitz Teil der dem Teutoburger Wald vorgelagerten Sennelandschaft.
Der Ortsteil besitzt einen weitgehend ländlichen Charakter; außerhalb des Siedlungsschwerpunktes zeigt sich die für die Emssandebene typische Parklandschaft mit Hecken, Weiden und Grünstrukturen. Außerdem finden sich in der Umgebung des Ortes zahlreiche baumumstandene Einzelhöfe.
Nordwestlich des Ortskerns wird Kaunitz vom Wapelbach durchzogen, darüber hinaus verlaufen auch der Rodenbach und der Sennebach über das Ortsgebiet. Im Westen grenzt Kaunitz an das Feuchtwiesenschutzgebiet Grasmeerwiesen.

## Geschichte
Der Grundstein für die Entstehung der Ortschaft wurde im Jahre 1746 durch den mährisch-österreichischen Grafen Wenzel Anton Graf Kaunitz gelegt, indem er die katholische Pfarrkirche St. Maria Immaculata errichten ließ. Die Baumaßnahme wurde eingeleitet, nachdem der Graf Maximilian Ulrich von Kaunitz-Rietberg (1679–1746) im Jahre 1743 festgelegt hatte, dass auf der Grenze zwischen den Bauerschaften Liemke und Österwiehe eine neue Pfarrei mit dem Namen Kaunitz, angelehnt an den ursprünglichen Herkunftsort des Adelsgeschlechts in Böhmen, entstehen sollte. Heute erinnert der neben der Kirche befindliche „Fürst-Wenzel-Platz“ an den Begründer und Namensstifter der Ortschaft. Nach der Franzosenzeit kam Kaunitz 1816 zum neuen preußischen Kreis Wiedenbrück und gehörte dort bis 1969 zur Gemeinde Oesterwiehe (so die damalige Schreibweise) im Amt Verl.
Nach dem Zweiten Weltkrieg bestand in Kaunitz ein Lager für Displaced Persons.
Kaunitz kam als Teil der Gemeinde Oesterwiehe durch das Gesetz zur Neugliederung des Kreises Wiedenbrück und von Teilen des Kreises Bielefeld am 1. Januar 1970 zur Gemeinde Verl. Im Zuge dieser Neugliederung wurden Verl auch Teile der Altgemeinde Schloß Holte (bis zum 27. Oktober 1964: Liemke) zugeschlagen. Dieses Gebiet wird heute oft zu Kaunitz gerechnet, da es keinen eigenen Ortsteil bildet.

## Wirtschaft und Infrastruktur

### Wirtschaft
Im Nordwesten des Orts befindet sich das Gewerbegebiet Kaunitz mit zahlreichen Unternehmen.
Unter anderem befindet sich hier das Werk II des Küchenherstellers nobilia.
Nach Inbetriebnahme im Jahre 2006 wurde die Produktionsfläche von 50.000 m² kontinuierlich ausgebaut und ist auf mittlerweile 140.000 m² angestiegen. Inklusive Außenflächen nutzt das Unternehmen 220.000 m². Im flächenmäßig damit größtem Werk des Küchenherstellers wurden im Jahr 2017 pro Arbeitstag 15.000 Schränke in zwei Schichten produziert. Ende November 2018 wird ein Parkhaus am Werk II in Kaunitz mit mehr als 450 Parkplätzen fertiggestellt. Inzwischen sind 1046 Arbeitsplätze in dem Kaunitzer Werk entstanden (Stand: 07.2020).
Mit der Bosch Building Automation GmbH ist durch die Übernahme der GFR Gesellschaft für Regelungstechnik und Energieeinsparung mbH seit 2019 ein Unternehmensteil von Bosch im Industriegebiet in Kaunitz ansässig.

### Verkehr

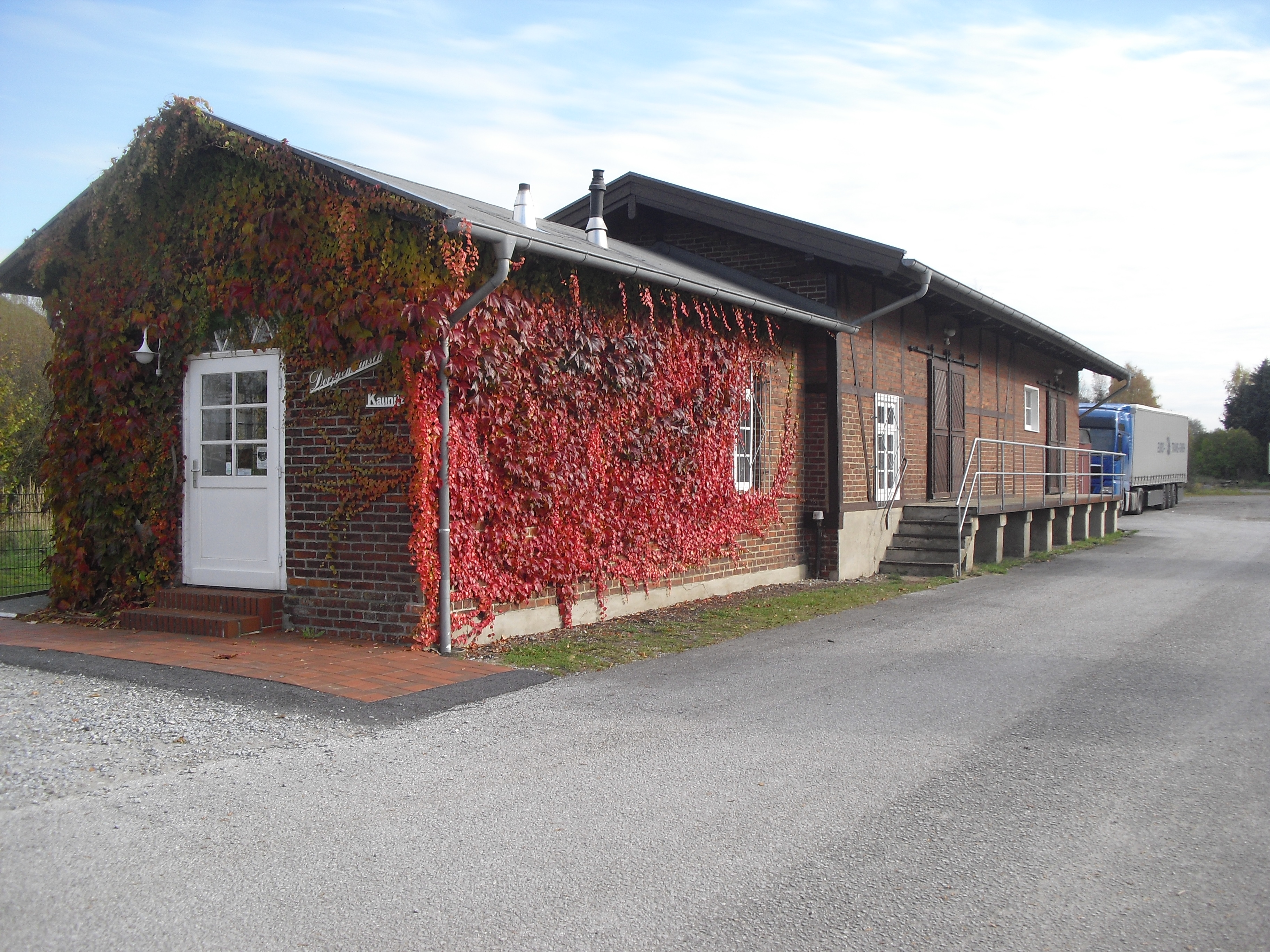
Bahnhof

Durch Kaunitz verläuft die von Gütersloh nach Hövelhof führende Straße L 757. Über diese Straße ist der Ort an die Anschlussstelle Gütersloh der Bundesautobahn 2 sowie an die Anschlussstelle Hövelhof der Bundesautobahn 33 angeschlossen. Zudem verläuft die Straße L751 durch Kaunitz. Über diese erreicht man die Anschlussstelle Schloß Holte-Stukenbrock der Bundesautobahn 33 sowie im weiteren Verlauf den Kreis Lippe. In Richtung Süden überquert die L751 nach Kaunitz die Kreisgrenze und verläuft im Weiteren durch mehrere Städte im Kreis Paderborn. Direkt am Kaunitzer Ortsausgang mündet wiederum die L867 auf die L751, welche abgehend von der L791 bei Varensell über Neuenkirchen nach Kaunitz verläuft.
Ferner führt durch Kaunitz die Nebenbahnstrecke Gütersloh–Verl–Kaunitz–Hövelhof der Teutoburger Wald Eisenbahn (TWE), welche jedoch seit 1978 nur noch für den Güterverkehr genutzt wird. Der ehemalige Kaunitzer Bahnhof dient daher heute als Versammlungsraum für die Dorfgemeinschaft. Am ersten Sonntag im Dezember verkehrt jedes Jahr auf der TWE eine Dampflokomotive mit dem Teuto-Express als Museumsbahn zum Hövelhofer Nikolausmarkt.

### Öffentliche Einrichtungen

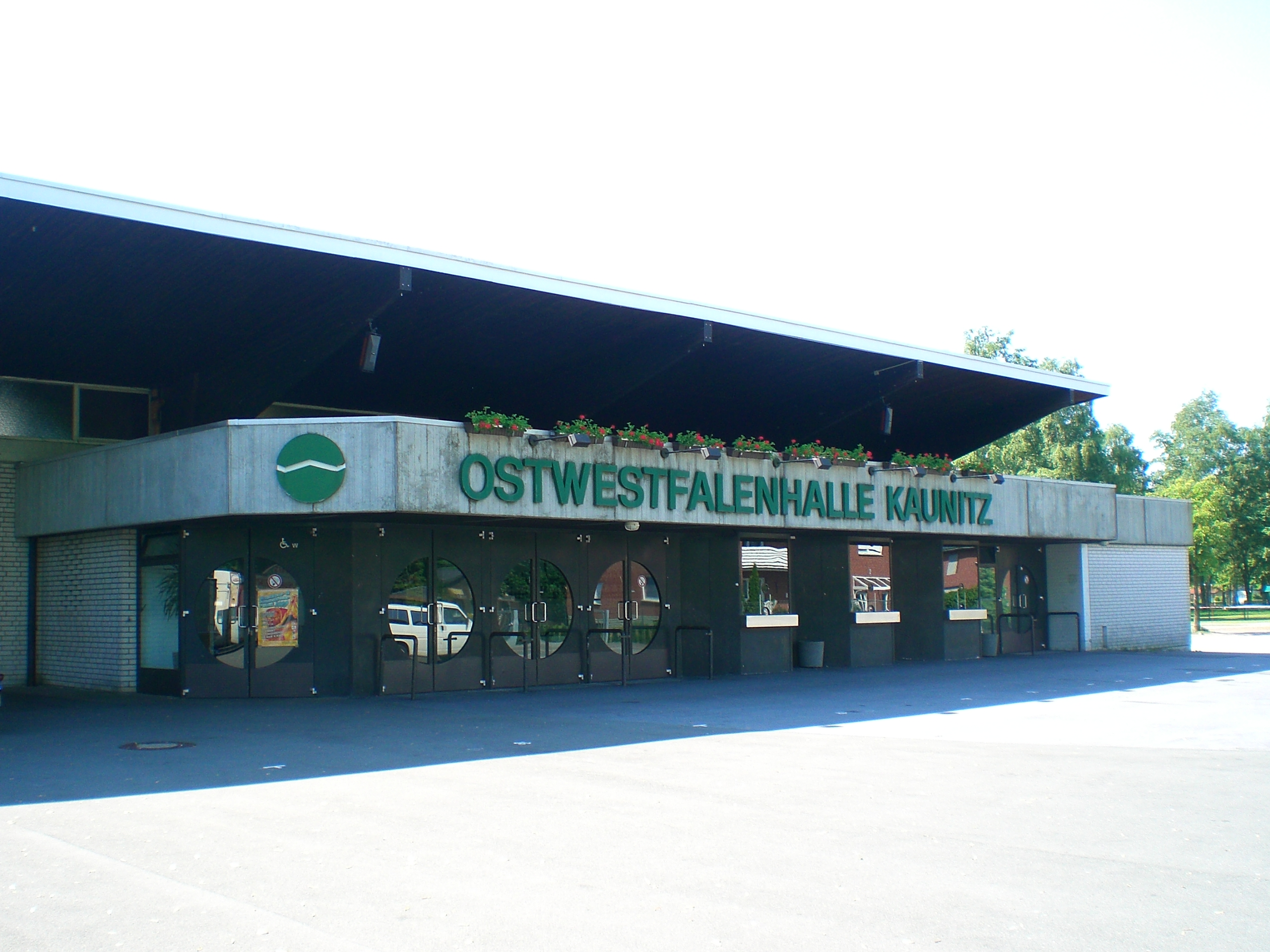
Blick auf den Haupteingang der Ostwestfalenhalle

Kaunitz verfügt über einen eigenen Löschzug der Freiwilligen Feuerwehr, einen von zwei Löschzügen innerhalb des Verler Stadtgebietes. Der Löschbezirk der rund 50 Mitglieder umfassenden Feuerwehr umfasst neben Kaunitz auch den Ortsteil Österwiehe.
Im Ort befindet sich die als Mehrzweckhalle genutzte Ostwestfalenhalle. Von überregionaler Bedeutung ist der jeden ersten Samstag im Monat stattfindende Hobbymarkt, einer der größten Tier- und Trödelmärkte in Deutschland.
Die Grundschule Kaunitz-Bornholte als einzige Schule im Ort wird von 249 Schülerinnen und Schülern (Stand Oktober 2012) besucht. Ursprünglich befand sich die 1893 errichtete Grundschule mit lediglich zwei Klassenräumen am Standort der heutigen Grün- und Parkplatzanlage Alter Schulhof im Zentrum des Dorfes. Als diese in den 60er Jahren trotz mehrfacher Erweiterungen zu klein wurde entschied man sich für einen Neubau am Dorfrand. Das Schulgebäude am heutigen Standort mit zehn Klassenzimmern, Sporthalle und angeschlossenem Sportheim, weiteren Sozialräumen und einem Hausmeisterhaus wurde im Jahr 1965 fertiggestellt. Das ehemalige Hausmeisterhaus wird seit 2006 als Offene Ganztagsschule genutzt und im Jahr 2008 um weitere Räumlichkeiten ergänzt. Von 2016 bis 2019 wurde das Schulgebäude in mehreren Bauabschnitten erweitert und saniert. Besonders prägend sind dabei das neuerrichtete zweistöckige Verwaltungsgebäude mit großen Glasfronten und einer an die Aula angeschlossenen hohen Eingangshalle sowie die modern ausgestatteten Klassenzimmer.
In Kaunitz befinden sich zwei Kindertageseinrichtungen. Seit der Erweiterung der städtischen Einrichtung Kleine Strolche im Jahr 2016 bietet diese zusammen mit der katholischen Einrichtung Arche Noah rund 150 Betreuungsplätze.

## Vereine
Der größte Sportverein der Ortschaft ist der FC Kaunitz mit 430 Mitgliedern, dessen erste Fußballmannschaft nach dem Aufstieg im Jahre 2012 erstmals in der Landesliga Westfalen spielte.
Der 380 Mitglieder starke TC Kaunitz ist einer von drei Tennisclubs innerhalb von Verl. Das Vereinsgelände befindet sich allerdings nicht in Kaunitz, sondern im benachbarten Ortsteil Bornholte.
Das Brauchtum des Schützenwesens pflegt die St. Hubertus Schützenbruderschaft Kaunitz, die ihr Schützenfest alljährlich am dritten Juliwochenende an der Ostwestfalenhalle ausrichtet.
Die im Jahr 1926 gegründete Kolpingsfamilie Kaunitz ist unter anderem Ausrichter eines eigenen und auf wechselnden Höfen stattfindenden Schützenfestes.
Zu den Brauchtumsvereinen in Kaunitz zählt auch der Geflügelzuchtverein Kaunitz von 1904, der jährlich in der Ostwestfalenhalle eine große Geflügelschau ausrichtet.

## Persönlichkeiten
- Wenzel Anton Graf Kaunitz war ein österreichischer Staatsmann und Diplomat und wurde am 2. Februar 1711 in Wien geboren. Er war unter anderem der Erbauer der St.-Anna-Kirche in Verl und starb am 27. Juni 1794 in Mariahilf.

- Michael Esken (* 23. Juli 1966 in Gütersloh, Nordrhein-Westfalen) war von 2003 bis 2015 amtierender hauptamtlicher Bürgermeister der Stadt Hemer im Märkischen Kreis. Am 13. September 2015 wurde er zum Bürgermeister der Stadt Verl gewählt und kehrte zurück in seinen Heimatort.[17] Am 13. September 2020 wurde Michael Esken mit 82,84 Prozent erneut zum Bürgermeister der Stadt Verl gewählt. In seinem Heimatdorf Kaunitz erreichte er in einem Wahlbezirk über 90 Prozent der Stimmen.[18]

- Alois Fortkord (* 20. September 1956) ehemaliger deutscher Fußballspieler.
- Robin Riecksneuwöhner (* 27. November 1985), amtierender Bürgermeister von Verl lebt in Kaunitz